# Клепиков, Георгий Петрович
Георгий Петрович Клепиков (1923 — 1944) — лейтенант Рабоче-крестьянской Красной армии, участник Великой Отечественной войны, Герой Советского Союза (1945).

## Биография
Георгий Клепиков родился в 1923 году в селе Овсянка (ныне — Зейский район Амурской области). После окончания неполной средней школы и курсов трактористов работал в колхозе. В 1942 году Клепиков был призван на службу в Рабоче-крестьянскую Красную Армию. В том же году он окончил Владивостокское пехотное училище. С марта 1943 года — на фронтах Великой Отечественной войны. Принимал участие в боях на Ленинградском, Воронежском и 1-м Украинском фронтах. К августу 1944 года лейтенант Георгий Клепиков командовал ротой 342-го стрелкового полка 136-й стрелковой дивизии 3-й гвардейской армии 1-го Украинского фронта. Отличился во время Львовско-Сандомирской операции.
2 августа 1944 года рота Клепикова переправилась через Вислу в районе города Аннополь Люблинского воеводства Польши на остров и захватила на нём плацдарм. Противник предпринял ряд ожесточённых контратак, но всё они были успешно отбиты. В тех боях Клепиков погиб. Похоронен в посёлке Янишув в 2 километрах к северо-востоку от города Завихост Свентокшиского воеводства.
Указом Президиума Верховного Совета СССР от 10 апреля 1945 года за «умелое командование подразделением при форсировании Вислы, проявленные в боях отвагу и героизм» лейтенант Георгий Клепиков посмертно был удостоен высокого звания Героя Советского Союза. Был также награждён орденами Ленина, Александра Невского и Красной Звезды.
В честь Клепикова установлен памятник, названы улица и ДК в его родном селе.